# ديفينو
دانيال فيلاسكيز (من مواليد 7 أغسطس 1977)، المعروف باسمه المسرحي ديفينو (بالإسبانية: Divino)، هو مغني ريغيتون أمريكي بورتوريكي اشتهر بأغانيه Pobre Corazon و Te Deseo Lo Mejor بالتعاون مع بيبي راستا و Mi Vida و Conmigo Siempre و Se Activaron Los Anormales بالتعاون مع دادي يانكي و Hay Una Lagrima من بين أغاني أخرى.  